# Album amicorum
Een album amicorum – Latijn voor 'vriendenboek' – is een album waarin de eigenaar persoonlijke bijdragen van anderen verzamelde. Deze bijdragen werden op verzoek van de eigenaar van het album aangebracht door vrienden, collega's, medestudenten, leermeesters en bekende personen. Bijdragen aan de alba amicorum kunnen bestaan uit allerhande geschreven teksten, getekende illustraties, knipkunstwerken, citaten, geschilderde wapenschilden en andere illustraties als plakplaatjes.  
In het Nederlands wordt het album amicorum ook wel een vrundboeck, philotheca of vriendenrol genoemd. De gewoonte een album amicorum bij te houden blijkt vooral in Duitsland, de Nederlanden en Scandinavië in gebruik geweest te zijn. Het album amicorum is een vroege vorm van de twintigste-eeuwse poesiealbums of een liber amicorum of van schriften waarin handtekeningen van beroemde personen worden verzameld. 
Het oudste album amicorum in Nederland, dat van Johan van Lynden uit Hattem, bevindt zich sinds 2007 in de collectie van het Gelders Archief in Arnhem. De eerste bijdrage in dit exemplaar is geschreven voor 1556. De Koninklijke Bibliotheek in Den Haag heeft ongeveer 800+ (restanten van) alba amicorum in haar collectie. 

## Opkomst in de zestiende eeuw

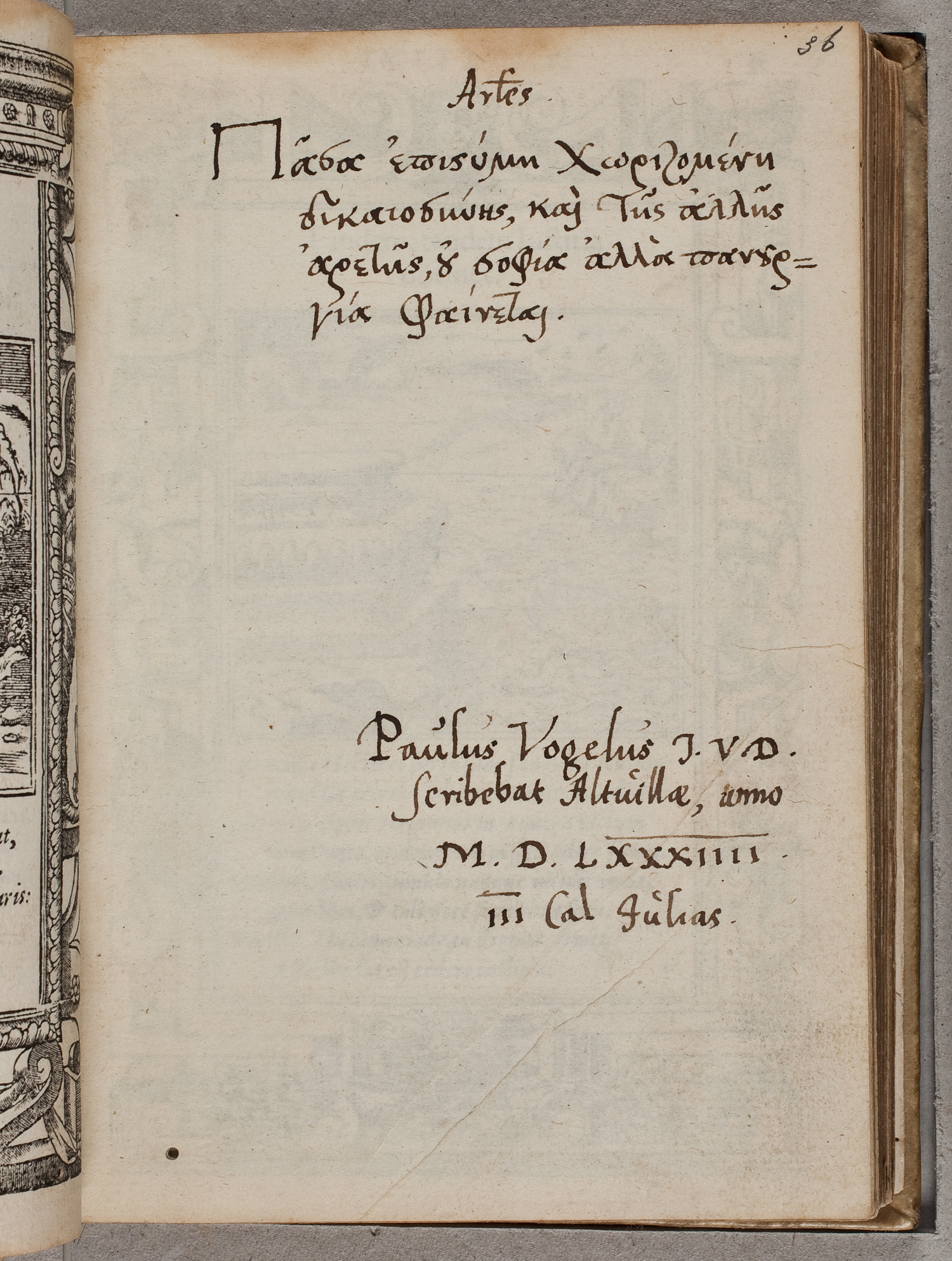
Bijdrage in het album amicorum van Philippus Anshelm (KB 133 M 142) op een blanco pagina in Alciato's Emblemata liber

Het gebruik om in een vriendenboek bijdragen te verzamelen ontstond in de loop van de zestiende eeuw hoogstwaarschijnlijk aan de protestantse universiteit van het Duitse Wittenberg. Studenten van Maarten Luther en andere protestantse reformatoren als Philipp Melanchthon, Johannes Bugenhagen en Georgius Maior vroegen hun leermeesters regelmatig - als herinnering aan de studententijd - een handtekening en citaat of andere tekst te schrijven in een zogenoemd Stammbuch. Naast de docenten werden ook medestudenten gevraagd een bijdrage achter te laten. De citaten, spreuken, soms gedichten werden in veel gevallen voorzien van een handtekening, wapen, tekening of rebus. 
Voor de bijdragen in deze alba amicorum van studenten werden ook regelmatig gedrukte boeken doorschoten met blanco pagina's gebruikt waarop de bijdragen en ook illustraties werden geschreven,  getekend of geschilderd. Veelal werden hiervoor embleembundels gebruikt; het populairst was het Emblemata liber van de Italiaanse rechtsgeleerde en humanist Andrea Alciato gebruikt. Naast de embleemboeken werden ook blanco pagina's van bijbels, liedboeken en catechismussen gebruikt om de bijdragen aan de vriendenboeken te plaatsen.
Regelmatig reisden studenten door heel Europa van universiteit naar universiteit om kennis op te doen, de zogenoemde peregrinatio academica. In verschillende universiteitssteden verzamelden de (mannelijke) studenten bijdragen voor hun album. In de Nederlanden begon de reis van universiteit naar universiteit veelal in Leuven (opgericht in 1425) of Douai (vanaf ca. 1460). Vandaar werd de reis voortgezet richting Noord-Frankrijk (Parijs, Bourges of Orléans) richting Zuid-Frankrijk (Montpellier) en soms Italië (Bologna en Padua). De studenten uit de Nederlanden vormden samen met de Duitse en Scandinavische studenten de 'Germaanse Natie' (of: 'Natio Germanica'), een internationaal studentencorps.  
Naast de alba afkomstig uit het universitaire milieu is er ook een verzameling alba die werden bijgehouden door adellijke vrouwen. Deze alba bevatten veelal ook liedteksten die een inkijk geven in de gevoelens en gedachten van deze vrouwen in de zestiende eeuw. De voorkomende liederen maken deel uit van de renaissanceliteratuur.

### Overzicht van zestiende-eeuwse alba amicorum
De jaren achter ieder album geven een indicatie van de periode waarin bijdragen aan het desbetreffende album amicorum zijn geleverd.
- Het album van Johan van Lynden (1556-1578) in het Gelders Archief (in 2007 in bruikleen gekregen van de Van Batenborgh Stichting.[3])
- Stephanus van Rhemen (1556-1561)[4]
- Otto van Wijhe, 2 alba, (1563-1574)

- Janus Dousa (1563- )[5]
- Jan van Hout (1571-1583)

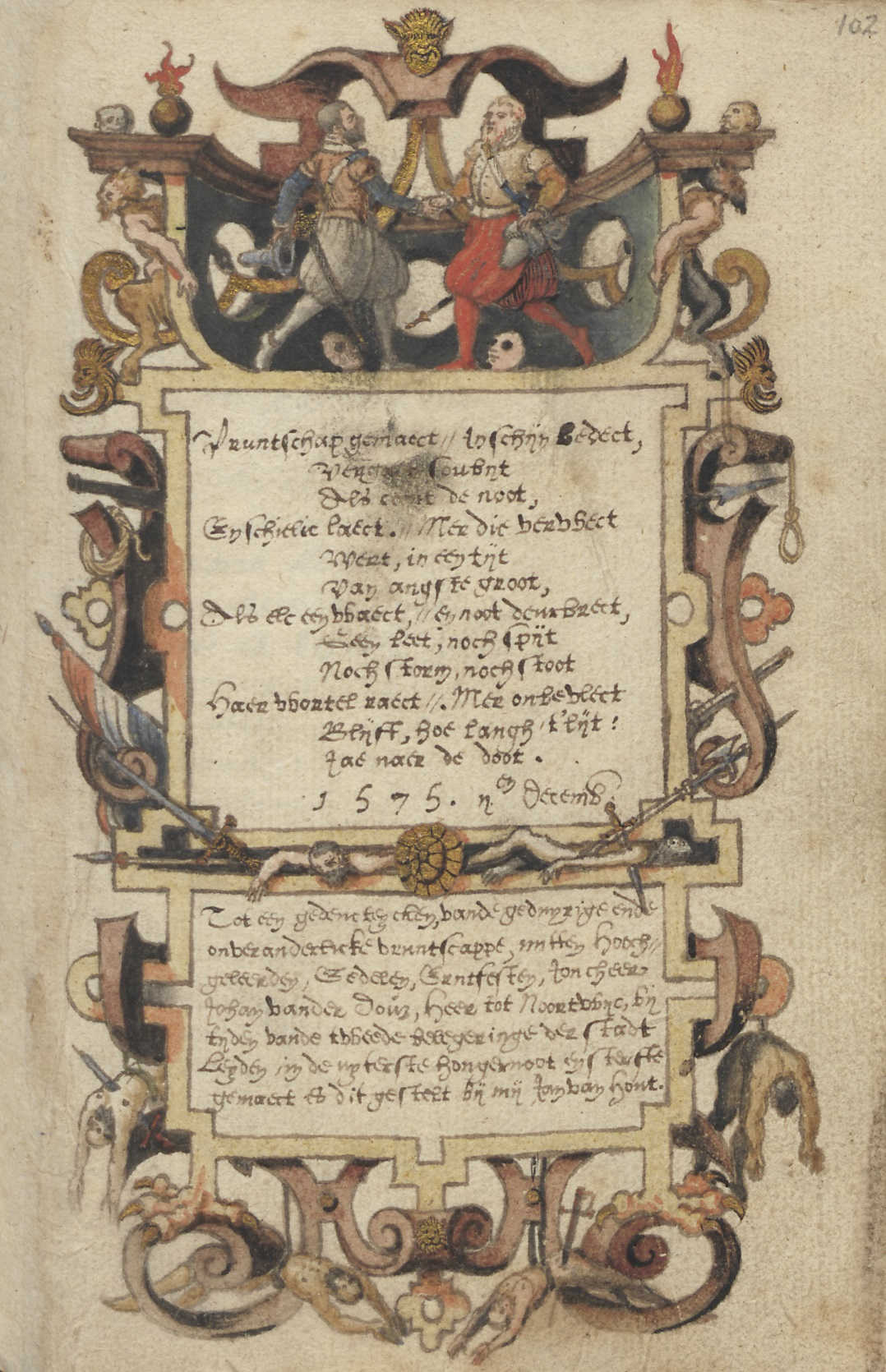
Gedicht 'Vruntschap""van Jan van Hout in het Album Amicorum van Janus Dousa

- Album amicorum van Joanna Bentinck (1575-1581) en (1583?-1597)[6]
- Sophia van Renesse (1576-)
- Joost van Ockinga (1576-)
- Aleyd van Arnhem (1578-1593)
- Margriet van Mathenesse (1580-1639)
- Homme van Harinxma sr (1581–1598)
- Meindert van Edzarda (1585-1589)
- Clara de Beers (1587-1600)
- Hiskia van Harinxma (1587–1627)[7]
- Album amicorum van Iohanna Bentinck (1590-1609)[6]
- Maria van Besten (1593-1596)
- Daniel van Vlierden (1593-1613)
- Reinoud van Oldenbarnevelt (1594-1607)
- Cornelis van der Myl (1595)
- Theodorus Schrevelius (1597-1602)
- Johan van Reigersberg (1598-1621)
- Aefgen Claesdochter van Giblant (1598-1600)
- Walraven van Stepraedt (1596-1633)
- Henricus van der Borch (1599-1600)
- Reinoud van Brederode
- Henrica van Arnhem

## Zeventiende eeuw
Er ontwikkelden zich in het begin van de 17e eeuw steeds meer alba tot een vrouwenalbum, waarin alle bijdragen van vrouwen afkomstig waren.
- Album amicorum van Rutghera van Eck[6]
- Ernst Brinck (1602-1649)
- Anna van den Boetzelaer op Amerongen (1612)
- Michael van Meer (1613-1648), Stamboeck
- Juliana de Roussel (1616-1645)[8]
- Jacob Heyblocq (1645 - 1678)[9]

## Achttiende-eeuwse alba amicorum
- Leonard Beels[10] (1784-1791)
- Album amicorum van Petronella Moens, 'vriendenrol' (1786-1840)

## Negentiende eeuw

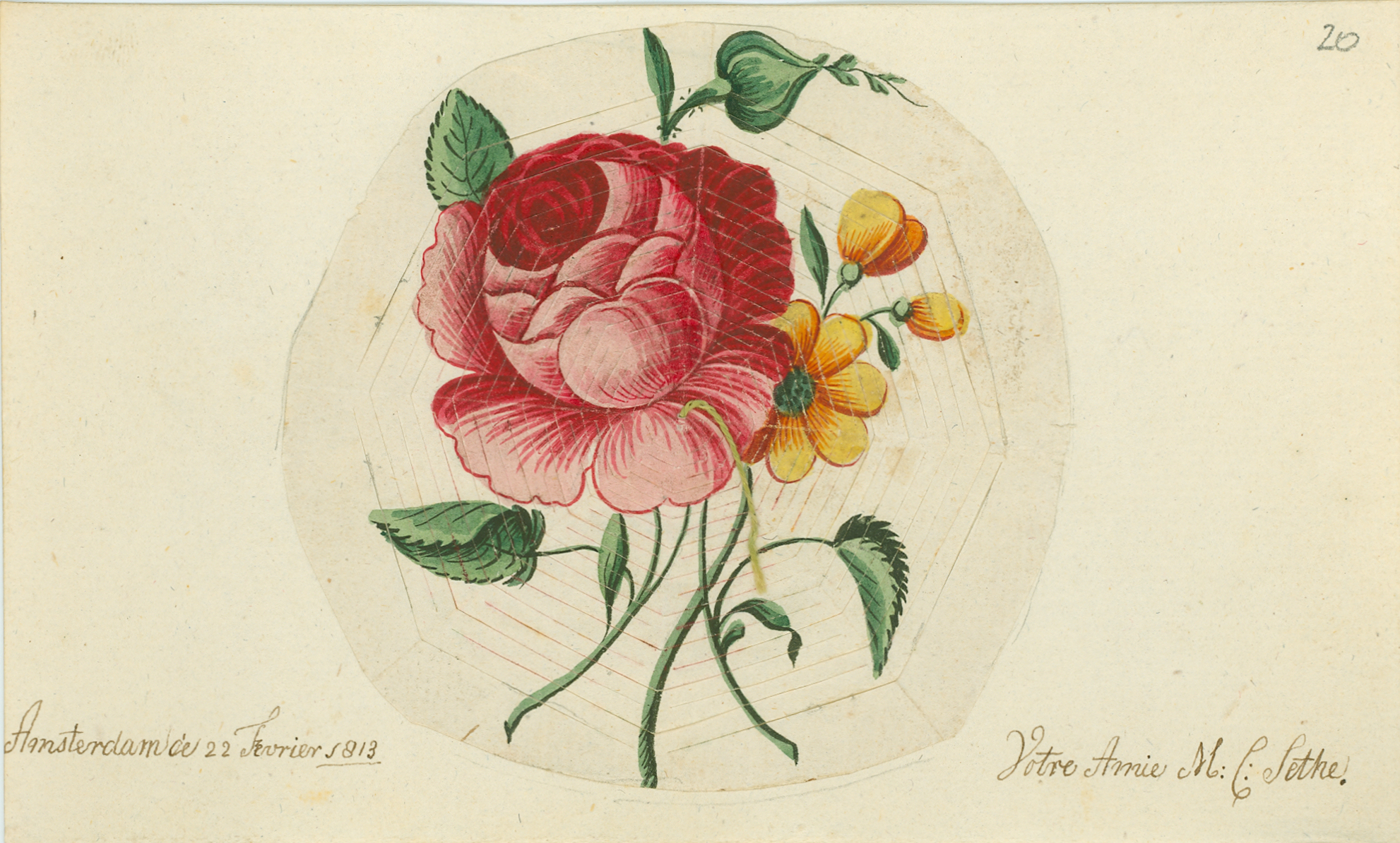
Bijdrage uit het album amicorum van Jacoba Cornelia Bolten

Het hebben van een album amicorum in de 18de eeuw was primair een mannenaangelegenheid. Het waren veelal in fraai bestempeld marokijn gebonden oblongboeken (boeken in liggend formaat), door medestudenten gevuld met citaten en wensen in het Latijn. Illustraties waren betrekkelijk zeldzaam. Het 19de-eeuwse album amicorum daarentegen is primair een vrouwenzaak. Meestal is het een klein doosje in boekvorm waarin op losse blaadjes door familieleden en kennissen verzen en wensen in het Nederlands, Frans en Duits zijn geschreven. Daarnaast bevat het allerlei staaltjes van huisvlijt: borduurwerkjes, prikwerkjes, tekeningen, aquarellen, haarwerkjes of bandvlechtwerkjes. Het album amicorum van Jacoba Cornelia Bolten markeert deze overgang. De uiterlijke verschijning is nog typisch 18de-eeuws, maar het is al losbladig, de bijdragers zijn geen studenten meer en het is uitbundig geïllustreerd.

### Negentiende-eeuwse alba amicorum
- Album amicorum van Jacoba Cornelia Bolten[12]
- Album amicorum van Samuel Johannes van den Bergh
- Album van Mevrouw Bosboom-Toussaint (1882), feitelijk een liber amicorum